# Бобрик (притока Сули)
Бо́брик — річка в Україні, в межах Роменського району Сумської області. Ліва притока Сули (басейн Дніпра).

## Опис
Довжина 13 км, площа басейну 113 км². Похил річки 2,9 м/км. Річище слабозвивисте. Споруджено кілька ставків.

## Розташування
Бобрик бере початок на південний схід від села Лукашового. Тече переважно на північний захід. Впадає до Сули біля західної околиці села Бобрика, що на південь від міста Ромни.